# Fernando Calzadilla Valdés
Fernando Calzadilla Valdés (San Fernando de Apure, 29 de mayo de 1860 – Caracas, 5 de agosto de 1954) fue un médico, ganadero y escritor costumbrista venezolano. Su vida y obra giraron en torno a los llanos venezolanos, cuyas tradiciones, transformaciones y prácticas económicas documentó con agudeza. Es autor de Por los llanos de Apure (1940), en la que describe la cultura llanera entre finales del siglo XIX y la primera parte del XX.

## Biografía
Nació en San Fernando de Apure, capital del estado Apure, hijo de Fernando Calzadilla Palacios y María Ana Valdés. Pasó los primeros años en su ciudad natal y luego se trasladó a Caracas, donde cursó estudios universitarios. Ingresó a la Universidad Central de Venezuela, graduándose de médico en 1886.
A pesar de su formación en medicina, prefirió dedicarse a la vida rural y al trabajo agropecuario. Regresó a San Fernando alrededor de 1890 y comenzó a trabajar en el hato familiar «Los Cocos» como un empleado más. En 1898 se instaló en este hato una quesera, cuya dirección asumió.
Entre 1900 y 1914 estuvo vinculado a distintas explotaciones ganaderas ubicadas en los alrededores de Guasimal, La Venganza y La Angostura, zonas limítrofes con Colombia. Participó activamente en la exportación de ganado, especialmente hacia Cuba. Con este propósito, se trasladó a San Cristóbal y posteriormente a Cúcuta, Colombia, ciudad donde residió por un tiempo. En 1904 fue diputado en representación de Apure.  
A su regreso a Venezuela, consolidó una red de comercio ganadero hacia el mercado colombiano, utilizando rutas que atravesaban la selva de San Camilo. Este emprendimiento permitió la venta de reses en ciudades como Cúcuta, San Cristóbal y Mérida.
Viajó al extranjero en diversas ocasiones y llegó a ocupar el cargo de cónsul en Burdeos, Francia.
Calzadilla Valdés introdujo importantes innovaciones en la ganadería de los llanos venezolanos, tales como el uso del alambre de púas y la estabulación del ganado. También promovió el cultivo de productos agrícolas con el objetivo de reducir la dependencia exclusiva de la ganadería. Fue defensor del fallido proyecto del ferrocarril de los llanos.

## Obra
Como escritor, se destacó por su atención al detalle y su conocimiento profundo de la vida llanera. Publicó numerosos artículos y ensayos en revistas especializadas. Su estilo se enmarca dentro de la literatura costumbrista, caracterizado por la descripción al detalle de las prácticas rurales, el entorno natural y los cambios económicos y sociales del llano.
Su principal obra, Por los llanos de Apure (1940) reúne una selección de sus escritos más representativos, publicados en el Boletín de la Cámara de Comercio, El Universal y La Esfera.